# Liste der Mitglieder des Landtages (Freistaat Mecklenburg-Schwerin) (8. Wahlperiode)
Diese Liste gibt einen Überblick über alle Mitglieder des Landtages des Freistaates Mecklenburg-Schwerin in der 8. Wahlperiode (1933).

## B
- Ernst Brüning, NSDAP
- Heinrich Buhse, NSDAP
- Karl Heinz Bürger, NSDAP
- Wilhelm Burmeister, NSDAP

## C
- Friedrich Clorius, NSDAP

## E
- Hans Egon Engell, NSDAP

## G
- Fritz Graune, NSDAP
- Karl Greve, NSDAP
- Karl Groth, SPD

## H
- Paul Harder, SPD
- Wilhelm Höcker, SPD

## I
- Ludwig Iven, DNVP

## J
- Willy Jesse, SPD

## K
- Xaver Karl, SPD
- Artur Karsten, NSDAP
- Margarete Ketelhohn, SPD
- Walter Kleesaat, DNVP
- Rudolf Krüger, NSDAP

## L
- Wilhelm Lemm, NSDAP
- Karl Lierow, DNVP

## M
- Johannes Manitius, DNVP
- Richard Methling, NSDAP
- Carl Moltmann, SPD
- Ernst Mulert, DNVP

## O
- Dietrich von Oertzen, DNVP
- Ludwig Oldach, NSDAP

## P
- Emil Pommerening, NSDAP

## R
- Paul Röper, NSDAP

## S
- Rudolf Schildmann, NSDAP
- Karl Schneeberg, SPD
- Adolf-Heinrich Schultz, NSDAP
- Albert Schulz, SPD
- Walter Schumann, NSDAP
- Paul Schwanke, SPD
- Friedrich Steinsatt, NSDAP
- Karl Surga, NSDAP

## T
- Adolf Thede, DNVP

## U
- Walter Unger, NSDAP

## V
- Walter Volgmann, NSDAP
- Paul Vorbeck, NSDAP
- Hanny Voß, DNVP

## W
- Karl Walther, NSDAP
- Friedrich Wehmer, SPD